# Edward Colston
Edward Colston (2 tháng 11 năm 1636 - 11 tháng 10 năm 1721) là một thương nhân, Thành viên của Quốc hội, nhà từ thiện và thương nhân buôn bán nô lệ người Anh. Ông đã hỗ trợ và tài trợ cho các trường học, nhà ở, bệnh viện và nhà thờ ở Bristol, London và các nơi khác. Tên của ông được kỷ niệm tại một số địa danh, đường phố, ba trường học và bánh ngọt tròn Colston. Nền tảng từ thiện lấy cảm hứng từ những người ông thành lập vẫn còn tồn tại. Sự giàu có của ông chủ yếu có được nhờ buôn bán và bóc lột nô lệ.

## Tiểu sử
Colston sinh ngày 2 tháng 11 năm 1636 tại Church Street, Bristol, là con cả trong gia đình có ít nhất 11 tuổi và có thể có đến 15 anh chị em. Cha mẹ của ông là William Colston (sinh năm 1608; mất năm 1681), một thương nhân giàu có, là Cảnh sát trưởng cao cấp của Bristol năm 1643, và vợ của ông là Sarah (sinh năm 1608; mất năm 1701), con gái của Edward Batten. Anh ta được nuôi dưỡng tại Bristol cho đến thời Nội chiến Anh, khi anh ta có lẽ sống một thời gian trong khu đất của cha mình ở Winterbourne, ngay phía bắc thành phố. Gia đình sau đó chuyển đến London, nơi Edward có thể là học sinh của trường Bệnh viện Christ.

## Sự nghiệp
Colston đã được học việc tại Công ty Mercers trong tám năm và đến năm 1672 đã vận chuyển hàng hóa từ London. Ông đã xây dựng một doanh nghiệp béo bở, buôn bán vải, dầu, rượu, sherry và trái cây với Tây Ban Nha, Bồ Đào Nha, Ý và Châu Phi.
Năm 1680, Colston trở thành thành viên của Công ty Hoàng gia Châu Phi, người đã nắm giữ độc quyền tại Anh về giao dịch dọc theo bờ biển phía tây châu Phi tại vàng, bạc, ngà và nô lệ từ năm 1662. Colston thăng cấp nhanh chóng lên hội đồng quản trị của công ty và trở thành Phó Tổng giám đốc, vị trí điều hành cao cấp nhất của Công ty, từ 1689 đến 1690; liên kết của ông với công ty kết thúc vào năm 1692. 
Công ty này đã được thành lập bởi Vua Charles II và anh trai James, Công tước xứ York, (sau này là Vua James II, người là Thống đốc của công ty), cùng với các thương nhân Thành phố Luân Đôn và có nhiều nhà đầu tư đáng chú ý, bao gồm John Locke, nhà triết học và bác sĩ người Anh, được coi là một trong những người có ảnh hưởng nhất của Khai sáng các nhà tư tưởng và thường được gọi là "Cha đẻ của chủ nghĩa tự do" (mặc dù sau đó ông đã thay đổi lập trường của mình về buôn bán nô lệ), và người viết nhật ký Samuel Pepys.

## Tưởng nhớ
Một bức tượng, được thiết kế bởi John Cassidy, đã được dựng lên ở trung tâm của Bristol vào năm 1895 để tưởng nhớ lòng từ thiện của Colston. 
Vào ngày 7 tháng 6 năm 2020, bức tượng đã bị lật đổ và ném xuống sông ở cảng Bristol bởi những người tham dự cuộc biểu tình chống lại cái chết của George Floyd tại Vương quốc Anh. 